# 大代姆
大代姆，是匈牙利维斯普雷姆州所辖的一个村，总面积13.32平方公里，总人口366，人口密度27.5人/平方公里（2010年1月1日）。